# Габор Ревіцький
Габор Ревіцький (угор. Reviczky Gábor; нар. 28 березня 1949, Будапешт, Угорщина) — угорський актор театру і кіно. Лауреат премії Марі Ясаї (1986) та премії Кошута (2012).

## Біографія
З 1969 по 1973 рік Ревіцький вчився в академії театру і кіно в Будапешті. 1974 року дебютував у кіно. За свою акторську кар'єру знявся в 125 фільмах та телесеріалах. Також грав в Національному театрі, театрі комедії та інших.
Озвучував персонажів угорських версій мультфільмів «Планета скарбів» (2002), «Мадагаскар» (2005), «Тачки» (2006), «Сезон полювання» (2006), «Шрек третій» (2007), «Пастка для кішок—2» (2007), «Сезон полювання 2» (2008), «Мадагаскар 2» (2008), «Пінгвіни Мадагаскару» (2008), «Вольт» (2008), «Сезон полювання 3» (2010) та інших.
Переозвучував персонажів акторів Роберта Де Ніро, Джека Ніколсона, Клінта Іствуда, Томмі Лі Джонса, Моргана Фрімена тощо.

## Особисте життя
Був одружений з акторкою Каті Шир. 6 грудня 1986 року у них народилась дочка Нора. Вдруге одружився з Крістінлю Ревіцькою. 1998 року у них народився син Жомбор.

## Вибрана фільмографія
- Дивлячись одна на одну (1982)
- Без паніки, майор Кардош (1982)
- Мата Харі (1985)
- Люди! (2000—2003)
- Скляний тигр (2001)
- Угорський мандрівник (2004)
- Скляний тигр 2 (2006)
- Скляний тигр 3 (2010)
- Лисиця Ліза (2015)
- Наше маленьке село (2017)